# Cornelia van Marle
Cornelia van Marle (Zwolle, 23 de juny de 1661-1699), fou una pintora de l'Edat d'Or neerlandesa.

## Biografia
Va ser la filla del fabricant de cervesa Herman van Marle i la seva dona Lamberta Holt. Després de la mort del seu pare la seva mare va contreure matrimoni amb un altre fabricant de cervesa, Geurt Greve, i van fusionar el seu negoci convertint-ho en la cerveseria "De Gouden Kroon", localitzat en el Voorstraat (darrere del Vrouwenhuis en un carrer paral·lel al Melkmarkt). La seva filla Aleida va ser germanastra de Cornelia.
Juntament amb la seva jove germanastra i dues cosines, van ser alumnes del pintor de Dordrecht, Wilhelmus Beurs el 1686. Beurs va reconèixer la capacitat de les seves alumnes i els va dedicar el seu llibre de pintura el 1692. Les quatre dones van fer grans pintures sota la instrucció de Beurs el 1686, i aquestes quatre obres pengen en la galeria d'art que ocupa una sala del Vrouwenhuis en Zwolle.